# Julia Dellgrün
Julia von Cube, ehem. Dellgrün (* 15. Mai 1987 in Meerbusch, Nordrhein-Westfalen) ist eine deutsche Journalistin und Schauspielerin. 
1999 trat sie in der Rolle der Helena in Ein Sommernachtstraum am Rheinischen Landestheater Neuss auf. Sie spielte 2007 mit der Rolle der Hausmeistertochter Petra eine Hauptrolle in der RTL-Serie Ahornallee.
2008 arbeitete sie als „rasende Reporterin“ bei dem Radiosender 1 Live. Sie volontierte 2013 beim Westdeutschen Rundfunk und moderierte eine Woche lang bei daheim + unterwegs gemeinsam mit Moderator René le Riche. Mittlerweile arbeitet sie als Redakteurin für die Aktuelle Stunde und leitet das funk-Format reporter.
Engagement
Julia von Cube ist Young Leader-Mitglied der Atlantik-Brücke.